# Desperate Housewives (1.ª temporada)
A primeira temporada de Desperate Housewives, uma série de televisão americana criada por Marc Cherry, começou a ser exibida nos Estados Unidos em 3 de outubro de 2004, concluída em 22 de maio de 2005, e consistia em 23 episódios. Conta a história de Mary Alice Young, uma dona de casa aparentemente perfeita que comete suicídio, temendo que um segredo obscuro, envolvendo ela, seu marido e seu filho, fosse exposto. Na sua esteira, as quatro amigas íntimas de Mary Alice e as personagens principais, Susan Mayer, Lynette Scavo, Bree Van de Kamp e Gabrielle Solis, são apresentadas. Todas moram no subúrbio de Fairview em Wisteria Lane. Narrando a série, Mary Alice descreve como suas amigas tentam descobrir o motivo de seu suicídio, enquanto tentam lidar com os problemas de suas vidas pessoais.
A primeira temporada de Desperate Housewives foi ao ar nos Estados Unidos aos domingos às 9:00 da noite (ET) pela ABC. Além dos 23 episódios, o especial, "Sorting Out the Dirty Laundry", foi ao ar em 24 de abril de 2005. A temporada atraiu uma média de 23,7 milhões de telespectadores nos EUA por todos os 23 episódios, classificando-se como a quarta série de televisão mais assistida durante a temporada de televisão americana de 2004–05.
A temporada foi lançada em DVD como um box set de seis discos sob o título de Desperate Housewives – The Complete First Season em 20 de setembro de 2005 pela Buena Vista Home Entertainment na Região 1, na Região 2 em 10 de outubro de 2005, e na Região 4 em 28 de novembro de 2005. A temporada também está disponível para compra por usuários registrados na iTunes Store dos EUA.

## Produção

Desperate Housewives foi filmado no backlot da Colonial Street. Este mapa mostra as localizações das casas dos personagens da série

Marc Cherry escreveu o roteiro para o piloto do série e seu agente recorreu a seis redes de televisão, (CBS, NBC, Fox, HBO, Showtime e Lifetime) mais todos eles recusaram. Mais tarde, depois que seu ex-agente foi preso por peculato, ele contratou uma equipe de novos agentes, que viram o roteiro "como uma soap opera de comédia sombria". Depois que Cherry editou partes do roteiro do piloto e o enviou para a ABC, os executivos da rede ficaram impressionados, fazendo com que a ABC pedisse 13 episódios. As filmagens para a temporada começaram em março de 2004 no Universal Studios Hollywood no conjunto de ruas de backlot do Colonial Street.
Esta temporada foi produzida pela Touchstone Television (agora ABC Studios) e pela Cherry Productions e foi ao ar na rede ABC. Os produtores executivos foram Cherry, Michael Edelstein, Charles Pratt Jr. e Tom Spezialy com Pratt Jr., Chris Black, Oliver Goldstick, Joey Murphy e John Pardee, atuando como produtores consultores. Os redatores da equipe eram Cherry, Goldstick, Spezialy, Pardee, Murphy e Black; as produtoras Alexandra Cunningham, Tracey Stern e Patty Lin; o produtor co-executivo Kevin Murphy, Jenna Bans, David Schulner, Adam Barr, Katie Ford e Joshua Senter. Diretores regulares durante toda a temporada incluíam Charles McDougall, Arlene Sanford, Larry Shaw, Jeff Melman, Fred Gerber, David Grossman e John David Coles. Sua partitura orquestral foi composta por Steve Bartek e Steve Jablonsky, enquanto o tema da série foi composto por Danny Elfman. Cherry também serviu como o showrunner da temporada.

## Elenco
| - Teri Hatcher como Susan Mayer - Felicity Huffman como Lynette Scavo - Marcia Cross como Bree Van de Kamp - Eva Longoria como Gabrielle Solis - Nicollette Sheridan como Edie Britt - Steven Culp como Rex Van de Kamp - Ricardo Antonio Chavira como Carlos Solis - Mark Moses como Paul Young - Andrea Bowen como Julie Mayer - Jesse Metcalfe como John Rowland - Cody Kasch como Zach Young - Brenda Strong como Mary Alice Young - James Denton como Mike Delfino | - Brent Kinsman como Preston Scavo - Shane Kinsman como Porter Scavo - Doug Savant como Tom Scavo - Zane Huett como Parker Scavo - Joy Lauren como Danielle Van de Kamp - Shawn Pyfrom como Andrew Van de Kamp - Harriet Sansom Harris como Felicia Tilman - Christine Estabrook como Martha Huber - Roger Bart como George Williams - Lupe Ontiveros como Juanita "Mama" Solis - Lucille Soong como Yao Lin - Ryan Carnes como Justin - Bob Gunton como Noah Taylor - Sam Lloyd como Dr. Albert Goldfine - Richard Roundtree como Mr. Shaw - Pat Crawford Brown como Ida Greenberg - Lesley Ann Warren como Sophie Bremmer - Richard Burgi como Karl Mayer - Jeff Doucette como Father Crowley | - Terry Bozeman como Dr. Lee Craig - Mehcad Brooks como Matthew Applewhite - Nick Chinlund como Detective Sullivan - Kathryn Joosten como Karen McCluskey - Alfre Woodard como Betty Applewhite |

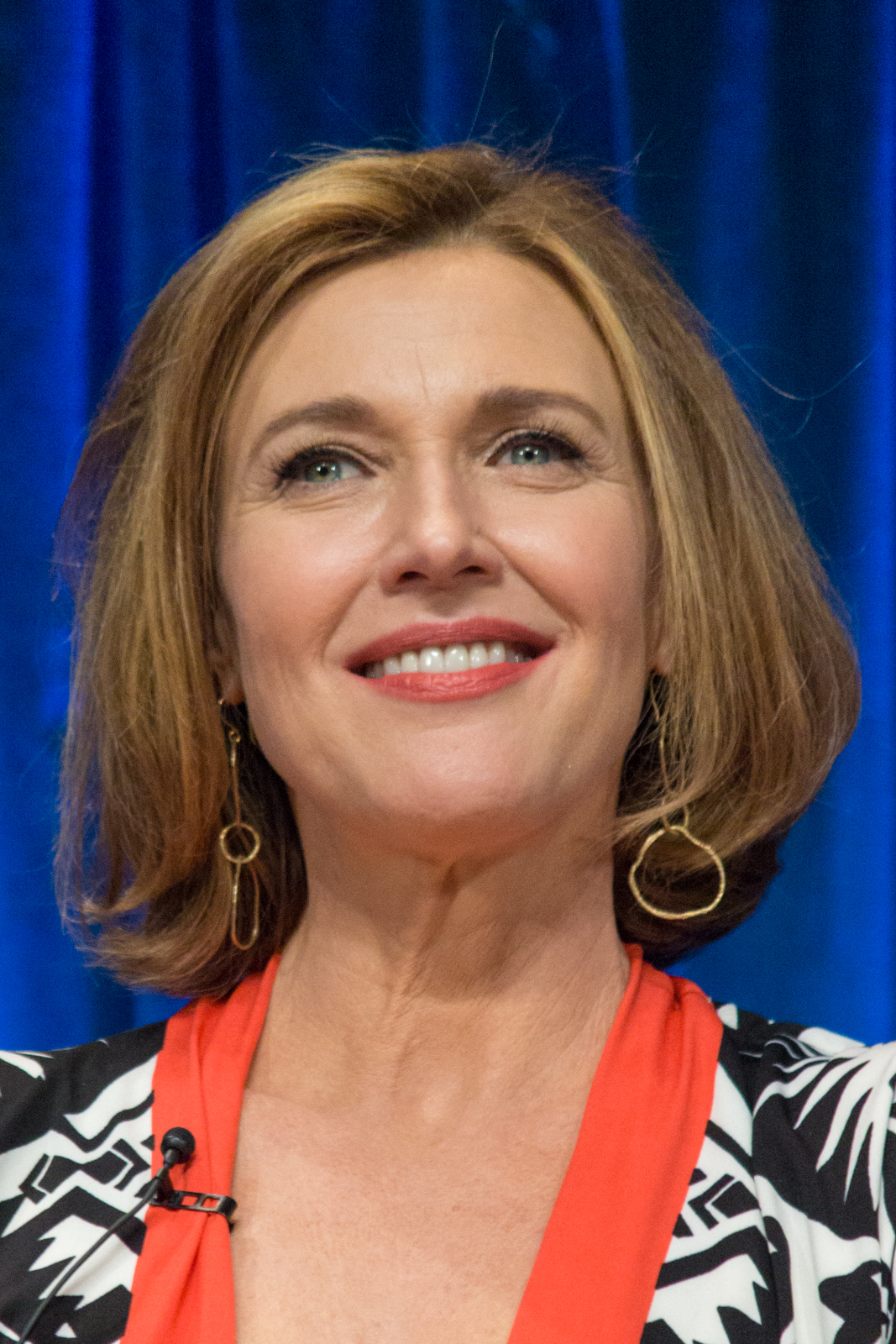
O personagem de Strong é a narradora da série, cujo suicídio no episódio piloto foi o tema do principal mistério da temporada

A primeira temporada apresenta um elenco de treze atores. Brenda Strong narrou a série como a falecida Mary Alice Young. Teri Hatcher interpretou Susan Mayer, a adorável mãe divorciada em busca de um amor. Felicity Huffman interpretou Lynette Scavo, uma ex-mulher de carreira que agora é mãe de quatro filhos em tempo integral. Marcia Cross atuou como Bree Van de Kamp, a dona de casa tensa e perfeccionista e mãe de dois adolescentes que está lutando para salvar seu casamento. Eva Longoria estrelou como Gabrielle Solis, a ex–modelo materialista que trai o marido. Nicollette Sheridan interpretou a promíscua do bairro e rival de Susan, Edie Britt. Steven Culp interpretou Rex Van de Kamp, o marido sexualmente insatisfeito Bree. Ricardo Antonio Chavira estrelou como o marido executivo e desprezível de Gabrielle, Carlos Solis. Mark Moses interpretou o misterioso viúvo de Mary Alice, Paul Young. Andrea Bowen interpretou a filha inteligente e equilibrada de Susan, Julie Mayer. Jesse Metcalfe interpretou o jardineiro dos Solis e o amante adúltero de Gabrielle, John Rowland. Cody Kasch interpretou o filho perturbado e mentalmente instável de Mary Alice e Paul, Zach Young e James Denton como o encanador da vizinhança e o interesse amoroso de Susan, Mike Delfino.
Outros personagens recorrentes incluíram, Doug Savant como Tom Scavo, o marido de Lynette, que geralmente está ausente em negócios; Savant mais tarde se tornou uma série regular. Shawn Pyfrom apareceu como filho rebelde e teimoso de Bree e Rex, Andrew Van de Kamp. Kathryn Joosten atuou como Karen McCluskey, a vizinha de Lynette do outro lado da rua, e Christine Estabrook retratou a intrusa da vizinhança, Martha Huber.